# Aforia inoperculata
Aforia inoperculata é uma espécie de gastrópode do gênero Aforia, pertencente a família Cochlespiridae.